# Валлендорф (Айфель)
Валлендорф (нем. Wallendorf) — община в Германии, в земле Рейнланд-Пфальц. Входит в состав района Айфель-Битбург-Прюм. Подчиняется управлению Иррель. Население составляет 377 человек (на 31 декабря 2010 года). Занимает площадь 8,71 км².